# Middagsbodarna
Middagsbodarna är ett fäbodställe i västsluttning längs Middagsberget, Rönnäs fjärding, Leksands socken och kommun.
Fäbodstället omtalas första gången i fäbodinventeringen 1663-64 som "Middagzbärgh" och brukades då av bönder från Laknäs och Västberg. I samband med storskiftet fanns här 15 nominati, varav 14 innehade åker och 13 stugor. Då  var bönder i Tällberg, Laknäs och Plintsberg delägare. Sista fäbodvistelse ägde rum 1928. På 1980-talet fanns ännu fem fäbodgårdar bevarade.